# 1º aprile 2000!
1º aprile 2000! (1. April 2000) è un film del 1952 diretto da Wolfgang Liebeneiner.
È una satira fantapolitica ambientata 48 anni nel futuro, in cui s'immagina l'indipendenza dell'Austria. L'argomento era di stretta attualità al tempo delle riprese, essendo il Paese mitteleuropeo, dalla fine della seconda guerra mondiale, ancora sotto l'occupazione alleata: nella realtà, l'Austria riconquisterà piena sovranità e indipendenza tre anni dopo l'uscita del film.

## Trama
1º aprile dell'anno 2000: la povera e inerme Austria si trova da 55 anni sotto l'occupazione delle potenze alleate vincitrici della seconda guerra mondiale – Unione Sovietica, Stati Uniti d'America, Francia e Regno Unito –, oramai superpotenze atomiche. Contro ogni previsione il neoeletto presidente dichiara la volontà d'indipendenza, incitando il popolo a distruggere le cittadinanze delle nazioni occupanti. Gli alti commissari di queste ultime denunciano la nazione alla Global Union, il Consiglio di difesa mondiale, per aggressione e minaccia della pace, causando l'irruzione a Vienna della superpolizia mondiale a bordo di stratorazzi armati di lanciarazzi della morte. La severa presidentessa della Global Union è decisa ad adottare un provvedimento definitivo: cancellare l'Austria dalla carta geografica, trasferire altrove la sua popolazione e rendere il territorio inabitato per duecento anni. Le buone intenzioni del capo del governo di Vienna e la storia pacifista del suo Paese – rievocata attraverso un cronovisore – convincono però il tribunale a concedergli nuovamente la libertà.

## Produzione
Il film fu girato con larghi mezzi e vide l'utilizzo di oltre 20 000 comparse.

## Critica
(Fantafilm)